# 三葉ゆあ
三葉 ゆあ（みつば ゆあ、2001年2月7日 - ）は、日本のライブアイドル、グラビアアイドル、タレント。女性アイドルグループ「イイトコドリ」のメンバー、「星屑ラビリンス」、「あまいものつめあわせ」の元メンバー。
千葉県木更津市出身。SPJ Entertainment所属。

## 略歴
2023年3月19日、アイドルグループ「星屑ラビリンス」のメンバーとしてデビュー。
2023年7月21日、1stDVD『純真坂』（竹書房）を発売。
2023年9月、『ミスFLASH2024』の選考オーディションにてファイナリストに選出。
2023年12月3日、「星屑ラビリンス」を卒業。同年12月21日、アイドルグループ「あまいものつめあわせ」への加入が発表された。
2024年7月、所属事務所SPJ内の「アイドルユニットデビュー争奪戦」を勝ち抜き、「イイトコドリ」のプレデビューメンバー（他メンバー：中川心、音嶋仁紀）となった。
2025年4月5日、「あまいものつめあわせ」を卒業。

## 人物
- 趣味：料理、ラーメン巡り、YouTube（Vtuber）[2]。
- 特技：家庭料理ならなんでも作れる[2]。裁縫が好きで、衣装を作ったり小物を作ったりできる[2]。

## 作品

### イメージビデオ
- 純真坂（2023年7月21日、竹書房）[13][14]
- 純白奏（2023年10月25日、スパイスビジュアル）[15][16]
- 欲情スポット（2024年2月27日、エアーコントロール）[17][18]
- LEAFresh（2024年6月28日、エスデジタル）[19][20]

### 写真集
- CLOVER（2023年4月28日、プレステージ出版、撮影：comeme.）[21]
- 純白奏（2024年3月21日、スパイスビジュアル）
- Kiss You（2024年4月22日、エー・ビー・エンターテイメント）
- ゆあリズム（2024年9月27日、クリームエディット）